# Batrachophrynus macrostomus
Batrachophrynus macrostomus là một loài ếch thuộc họ Leptodactylidae.
Đây là loài đặc hữu của Peru.
Môi trường sống tự nhiên của chúng là hồ nước ngọt.